# Kuddnäs
Kuddnäs (före 1840-talet Kuddniss, Kudnis och Kuddnissas) var ett hemman grundlagt på 1600-talet som numera är ett museum och ligger i Nykarleby i Österbotten. På denna gård växte författaren Zacharias Topelius upp. Kuddnäs ligger norr om Nykarleby centrum, mellan Nykarleby älv och Jakobstadsvägen.
Med sina fem bevarade byggnader visar gården hur ett välmående hemman kunde se ut i början av 1800-talet. På Kuddnäs, som är författaren Zacharias Topelius barndomshem, verkar sedan 1934 ett museum. Basutställningen i den vita huvudbyggnaden visar hur familjen Topelius levde. Möblerna och föremålen berättar om ett borgerligt levnadsskick i 1800-talets Österbotten. I den högra flygeln, gula byggnaden, finns en utställning med möbler från Zacharias Topelius bibliotek på Björkudden i Helsingfors. Samlingen tillhör Finlands nationalmuseum.